# Vayeshev
Vayeshev (וישב – Héb. pour "Et il s'installa," le premier mot de la parasha) est la neuvième parasha (section hebdomadaire) du cycle annuel juif de lecture de la Torah.
Elle est constituée de Genèse 37:1-40:23.
Les Juifs de la Diaspora la lisent le neuvième Shabbat après Sim'hat Torah, généralement en décembre.

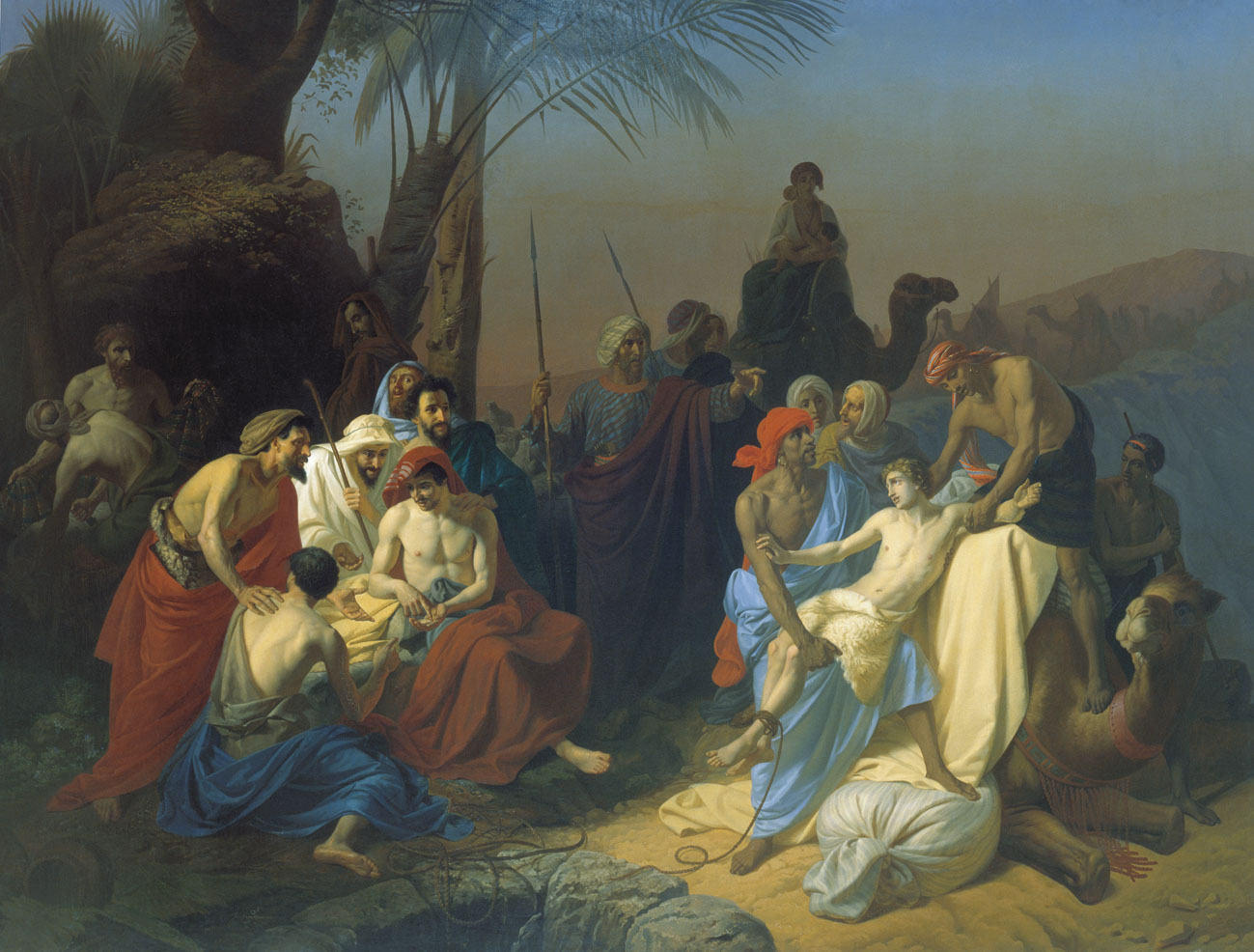
Joseph vendu par ses frères en captivité (tableau de Konstantin Flavitsky)

## Résumé
Jacob, installé dans le pays de Canaan, a pour fils préféré Joseph, qui lui rapporte les mauvaises paroles de ses frères et a des visions dans lesquelles tous se prosternent devant lui. Un jour que son père l'a envoyé rejoindre ses frères qui font paître leurs troupeaux du côté de Sichem, ceux-ci le molestent, puis le vendent, à l'instigation de Juda à une caravane d'Ismaélites. Eux l'emmènent en Égypte, où Joseph est acquis par Putiphar, chef des gardes du Pharaon.
Juda marie son fils Er à Tamar, puis, lorsque celui-ci meurt, à Onan. Onan mourant à son tour, Juda renvoie Tamar dans sa famille. Elle se déguise en prostituée et séduit Juda, qui couche avec elle et lui laisse son bâton et son insigne en gage. Apprenant que sa belle-fille est enceinte, il veut la condamner au bûcher, mais elle le confond en lui montrant ses gages. De leur union naissent Perets et Zerah.
En Égypte, Joseph s'est attiré la faveur de son maître, mais aussi la convoitise de sa femme. Refusant de se donner à elle, il est jeté en prison sur accusation de viol. Il y rencontre deux ministres du pharaon qui font des rêves, que lui seul est en mesure de déchiffrer. Cependant, l'échanson, auquel il avait prédit le retour en grâce, « oublie » Joseph une fois sorti de prison.

### Divisions de la parasha lors de la lecture synagogale du sabbath
La lecture de la parasha à la synagogue le sabbath est traditionnellement divisée en sept sections, pour lesquelles un membre différent de la congrégation est appelé à lire. La première lecture, le rishon, échoit traditionnellement à un cohen, la seconde, appelée sheni, à un levi, les suivantes à un israël (ni cohen ni levi). La septième section comporte une sous-section, le maftir, qui est lu par la personne qui lira ensuite la haftara.
Les sections de la parashat Vayera sont:
- rishon:
- sheni:
- shlishi:
- revi'i:
- shishi:
- shevi'i: 
  - maftir:

### Divisions de la parasha lors de la lecture synagogale du lundi et du jeudi
Une lecture publique de la parasha fut instaurée par Ezra le Scribe le lundi et le jeudi à la synagogue. Cette lecture, sensiblement plus courte, ne comprend que la première montée divisée en trois parties, la première réservée au cohen, la seconde au levi, la troisième à un israël
- Section du cohen: Bereshit[4]
- Section du levi: Bereshit[4]
- Section de l'israël: Bereshit[4]

### Maqam
Un maqam est un système de modes musicaux utilisé dans la musique arabe mélodique classique. Les juifs originaires des pays orientaux (Afrique du Nord, Syrie) s'en sont inspirés, et adaptent la mélodie de la liturgie du Shabbat en fonction du contenu de la parasha de cette semaine. Ils emploient 10 maqam différents, possédant chacun son usage propre.
Le maqam utilisé lors du sabbath au cours duquel on lit la parashat Vayeshev est le Maqam Nahawand, le maqam des conflits, ici celui de Joseph et ses frères. Lorsque le sabbath de la parashat Vayeshev coïncide avec le Sabbath de Hanoucca, on chante selon le maqam Rahawi.

## Vayeshev dans la tradition rabbinique
La Tosefta déduit de Gn 39,5 qu'avant l'arrivée de Joseph, la maison de Putiphar n'avait pas reçu de bénédiction, et que c'est du fait de l'arrivée de Joseph qu'elle le fut par la suite (Tosefta Sota 10:8.)
Le Maharsha fait remarquer que la peine de mort, appliquée par le tribunal divin et non humain, n’aurait pu s’appliquer à Onan, ni à son frère, dont les Sages calculent qu’ils étaient assez jeunes (Seder Olam, II) si leur père, Juda, n’avait pas été coupable de son côté d’avoir pris la décision de vendre Joseph, causant l’affliction et la discorde au sein de la maison de Jacob.
Cette mort ne serait donc pas la rétribution d’un péché sexuel mais la malédiction qui atteint le coupable jusqu’à la quatrième génération.

## Commandements
La Torah comporte, selon la tradition rabbinique, 613 prescriptions. Différents sages ont tenté d'en établir un relevé dans le texte biblique.
Selon deux de ces computs les plus célèbres, le Sefer Hamitzvot et le Sefer HaHinoukh, la parashat Vayeshev ne comporte aucun commandement.

## Haftara
La haftara est une portion des livres des Neviim ("Les Prophètes") qui est lue publiquement à la synagogue après la lecture de la Torah. Elle présente généralement un lien thématique avec la parasha qui l'a précédée. 
La haftara pour la parashat Vayeshev est Amos 2:6–3:8.